# U Châu tiết độ sứ
U Châu tiết độ sứ (giản thể: 幽州节度使; phồn thể: 幽州節度使) còn gọi là U Kế tiết độ sứ, Yên Kế tiết độ sứ, Phạm Dương tiết độ sứ, Lư Long tiết độ sứ là chức tiết độ sứ được nhà Đường thành lập ở khu vực nay thuộc tỉnh Hà Bắc của Trung Quốc, là một trong mười tiết độ sứ trong niên hiệu Thiên Bảo thời vua Đường Huyền Tông. Nó cũng chính là căn cứ địa của loạn An Sử, về sau trở thành phiên trấn cát cứ vùng Hà Bắc đến tận thời Ngũ Đại và là một trong Hà Bắc tam trấn.

## Lịch sử
Năm Tiên Thiên thứ hai thời Đường Huyền Tông (năm 713) đã thiết lập chức tiết độ sứ U Châu nhằm phụ trách phòng ngự người các tộc Hề, Khiết Đan xâm phạm biên cương, trị sở đặt tại U Châu (còn gọi là Yên Châu, quận Phạm Dương, nay là khu vực từ Bảo Định đến Bắc Kinh) cai quản 9 châu gồm U Châu, Kế Châu, Quy Châu, Đàn Châu, Dịch Châu, Định Châu, Hằng Châu, Mạc Châu, Thương Châu. Năm Nguyên Bảo thứ nhất (năm 742), U Châu tiết độ sứ đổi thành Phạm Dương tiết độ sứ. An Lộc Sơn, Sử Tư Minh lấy Phạm Dương, Hà Đông và Bình Lư làm căn cứ địa, từ đây phát động bạo loạn, kiến lập nước Đại Yên, sử gọi là loạn An Sử.
Sau khi loạn An Sử kết thúc, lại đổi thành U Châu tiết độ sứ, do cai quản Lư Long quân nên gọi là Lư Long tiết độ sứ. Năm Quảng Đức thứ nhất thời Đường Đại Tông (năm 763) tiết độ sứ Lý Hoài Tiên đầu hàng nhà Đường, triều đình vì muốn lôi kéo lực lượng quân Yên vùng Hà Bắc nên đã bổ nhiệm Lý Hoài Tiên làm U Châu, Lư Long tiết độ sứ. Khoảng những năm Kiến Trung thời Đường Đức Tông (780–783) xảy ra loạn tứ trấn, U Châu tiết độ sứ Chu Thao tự xưng là Kỳ vương vào năm 782.
Năm Nguyên Hòa thứ 14 thời Đường Hiến Tông (năm 819) Lư Long tiết độ sứ Lưu Tổng thần phục triều đình, đánh dấu đỉnh điểm của Nguyên Hòa trung hưng. Hai năm sau, triều đình bổ nhiệm quan văn Trương Hoằng Tĩnh làm U Châu, Lư Long tiết độ sứ. Nhưng do cách xử trí không thỏa đáng, Lư Long tiết độ sứ lại bị quân nhân nắm quyền cát cứ cho tới lúc nhà Đường diệt vong.
Sau khi nhà Đường diệt vong, Lư Long tiết độ sứ Lưu Thủ Quang tự xưng là Hoàng đế nước Đại Yên, sau này bị Hậu Đường Trang Tông Lý Tồn Úc tiêu diệt. Trước lúc Hậu Tấn kiến lập, Thạch Kính Đường đã đem toàn bộ 11 châu tiết độ sứ Yên Kế gồm Yên Châu (U Châu), Kế Châu, Thuận Châu, Đàn Châu, Nho Châu, Doanh Châu, Mạc Châu, Trác Châu, Tân Châu, Quy Châu, Vũ Châu và 5 châu tiết độ sứ Hà Đông gồm Vân Châu, Úy Châu, Hoàn Châu, Ứng Châu, Sóc Châu cắt nhường cho Khiết Đan, đây chính là là 16 châu Yên Vân về sau hình thành cục diện nam – bắc đối địch giữa nhà Tống với nước Liêu.

## Danh sách tiết độ sứ
- Trương Thuyết (718–720)
- Vương Tuấn (720)
- Bùi Trụ Tiên (721–727)
- Lý Thượng Ẩn (727–729)
- Triệu Hàm Chương (732–733)
- Tiết Sở Ngọc (733–734)
- Trương Thủ Khuê (734–739)
- Lý Thích Chi (739–741)
- Vương Hộc Tư (741–742)
- Bùi Khoan (742–743)
- An Lộc Sơn (744–755)
- Phong Thường Thanh (755)
- Sử Tư Minh (757–759)
- Lý Hoài Tiên (763–768)
- Vương Tấn (768, chưa khống chế trên thực tế)
- Chu Hy Thải (768–772)
- Chu Thử (772–775)
- Chu Thao (775–785)
- Lưu Phanh (785)
- Lưu Tế (785–810)
- Lưu Tổng (810–821)
- Trương Hoằng Tĩnh (821)
- Chu Khắc Dung (821–826)
- Chu Diên Tự (826)
- Lý Tái Nghĩa (826–831)
- Dương Chí Thành (831–834)
- Sử Nguyên Trung (834–841)
- Trần Hành Thái (841)
- Trương Giáng (841)
- Trương Trọng Vũ (841–849)
- Trương Trực Phương (849)
- Chu Lâm (849–850)
- Trương Doãn Thân (850–872)
- Trương Giản Hội (872)
- Trương Công Tố (872–875)
- Lý Mậu Huân (875–876)
- Lý Khả Cử (876–885)
- Lý Toàn Trung (885–886)
- Lý Khuông Uy (886–893)
- Lý Khuông Trù (893–894)
- Lưu Nhân Cung (895–907)
- Lưu Thủ Quang (907–913)
- Chu Đức Uy (913–918)
- Lý Tồn Thẩm (918–924)
- Lý Tồn Hiền (924)
- Triệu Đức Quân (925–936)
- Triệu Diên Thọ (936–947)
- Tiêu Hải Chân (947–952)

## Khu vực quản lý
- U Châu, thủ phủ (trị sở nay là Bắc Kinh)
- Đàn Châu (trị sở nay là Mật Vân, Bắc Kinh)
- Kế Châu (trị sở nay là huyện Kế, Thiên Tân)
- Quy Châu (trị sở nay là Hoài Lai, Hà Bắc)
- Trác Châu (trị sở nay là Trác Châu, Hà Bắc)
- Mạc Châu (trị sở nay là phía bắc Nhâm Khâu, Hà Bắc)
- Doanh Châu (trị sở nay là Hà Giản, Hà Bắc)
- Bình Châu (trị sở nay là Lô Long, Hà Bắc)
- Dinh Châu (trị sở nay là Triều Dương, Liêu Ninh, cuối thời Đường cho đến nay thuộc Xương Lê, Hà Bắc)

### Châu mới lập sau này
- Thuận Châu (trị sở nay là Thuận Nghĩa, Bắc Kinh)
- Nho Châu (trị sở nay là Diên Khánh, Bắc Kinh)
- Tân Châu (trị sở nay là Trác Lộc, Hà Bắc)
- Vũ Châu (trị sở nay là Tuyên Hóa, Hà Bắc)

### Châu cai quản tạm thời
- Thương Châu (trị sở nay là Thương Châu, Hà Bắc)
- Định Châu (trị sở nay là Định Châu, Hà Bắc)
- Dịch Châu (trị sở nay là huyện Dịch, Hà Bắc)
- Hằng Châu (trị sở nay là Chính Định, Hà Bắc)
- Ký Châu (trị sở nay là Ký Châu, Hà Bắc)
- Minh Châu (trị sở nay là Vĩnh Niên, Hà Bắc)
- An Đông đô hộ phủ (trị sở nay là huyện Nghĩa, Liêu Ninh)